# Schulterschnitt
Der Schulterschnitt (auch Schrägschnitt) und der Eckschnitt (auch Gehrschnitt) sind in der Heraldik je ein Heroldsbild und teilen den Schild durch einen schrägen Schnitt in zwei Wappenfelder, die sich farblich entsprechend den heraldischen Regeln unterscheiden müssen. Die gerade Schnittlinie des Schulterschnittes verläuft von heraldisch rechts oben aus der Ecke des Schildrandes/Schildhauptes nach heraldisch links unten zum Schildrand/Schildfuß. Der Eckschnitt verläuft von oben links nach rechts unten.
Beide Begriffe werden nur noch selten in der neueren Wappenbeschreibung verwendet, denn man blasoniert schrägrechts oder schräglinks Teilung.

Schulterschnitt
Eckschnitt